# Liechtensteiner-Cup 2023-2024
La Liechtensteiner-Cup 2023-2024, nota come FL1 Aktiv-Cup 2023-2024 per ragioni di sponsorizzazione, è la 79ª edizione della coppa nazionale del Liechtenstein, iniziata l'11 agosto 2023. Si tratta dell'unica competizione ufficiale per le squadre del Liechtenstein, e garantisce alla vincitrice la qualificazione alla UEFA Conference League 2024-2025.
Il Vaduz è la squadra campione in carica in quanto vincitrice dell'edizione 2022-2023.

## Squadre partecipanti
Tutte le 16 squadre partecipanti giocano nel campionato svizzero:
| Challenge League | 1ª Lega               | 2ª Lega  | 3ª Lega                                             | 4ª Lega                                                      | 5ª Lega                              |
| ---------------- | --------------------- | -------- | --------------------------------------------------- | ------------------------------------------------------------ | ------------------------------------ |
| Vaduz            | Eschen/Mauren Balzers | Vaduz II | Eschen/Mauren II Ruggell Schaan Triesen Triesenberg | Balzers II Eschen/Mauren III Ruggell II Triesen II Vaduz III | Schaan II Triesenberg II Triesen III |

## Date
| Turno             | Data                          |
| ----------------- | ----------------------------- |
| Turno preliminare | 11 agosto 2023                |
| Ottavi di finale  | 22 agosto - 15 settembre 2023 |
| Quarti di finale  | 24-25 ottobre 2023            |
| Semifinali        | 9 aprile 2024                 |
| Finale            | 8 maggio 2024                 |

## Turno preliminare
Il turno preliminare comprende tutte e tre le "terze" squadre (FC Triesen III, FC Vaduz III e USV Eschen/Mauren III), con le prime due che giocano tra loro e la terza che ottiene la qualificazione diretta agli ottavi di finale.
| Squadra 1      | Risultato | Squadra 2 |
| -------------- | --------- | --------- |
| 11 agosto 2023 |           |           |
| Triesen III    | 0 - 3     | Vaduz III |

## Ottavi di finale
Gli ottavi di finale vedono l'ingresso di tutte le altre squadre, con inizio il 22 agosto 2023.
| Squadra 1         | Risultato       | Squadra 2         |
| ----------------- | --------------- | ----------------- |
| 22 agosto 2023    |                 |                   |
| Ruggell           | 1 - 8           | Vaduz             |
| Schaan            | 1 - 2           | Eschen/Mauren     |
| Eschen/Mauren II  | 1 - 2 (dts)     | Triesen           |
| Triesen II        | 0 - 8           | Triesenberg       |
| 23 agosto 2023    |                 |                   |
| Vaduz II          | 0 - 1           | Balzers           |
| Schaan II         | 6 - 1           | Triesenberg II    |
| 29 agosto 2023    |                 |                   |
| Ruggell II        | 2 - 0           | Balzers II        |
| 15 settembre 2023 |                 |                   |
| Vaduz III         | 2 - 2 (5-4 dtr) | Eschen/Mauren III |

## Quarti di finale
| Squadra 1       | Risultato   | Squadra 2   |
| --------------- | ----------- | ----------- |
| 24 ottobre 2023 |             |             |
| Ruggell II      | 1 - 2 (dts) | Triesenberg |
| Vaduz III       | 1 - 6       | Balzers     |
| Schaan II       | 1 - 4       | Triesen     |
| 25 ottobre 2023 |             |             |
| Eschen/Mauren   | 1 - 2 (dts) | Vaduz       |

## Semifinali
| Squadra 1     | Risultato | Squadra 2 |
| ------------- | --------- | --------- |
| 9 aprile 2024 |           |           |
| Balzers       | 0 - 5     | Vaduz     |
| Triesenberg   | 2 - 0     | Triesen   |

## Finale
| Arbitro: | Marijan Drmic |

|                                                          |           |  |
| 3’ Golliard 9’ Djokic 32’ Golliard 58’ Djokic 88’ Djokic | Marcatori |  |